# Jakob Emanuel Lange
Jakob Emanuel Lange (n. 2 aprilie 1864, Flensburg – d. 27 decembrie 1941, Odense) a fost un botanist, micolog, acuarelist, ilustrator și traducător danez care a cercetat în domeniul de ciuperci din ordinul Agaricales. Mai departe a fost un politician, economist social și propunător al georgismului, Abrevierea numelui său în cărți științifice este J.E.Lange.

## Familie

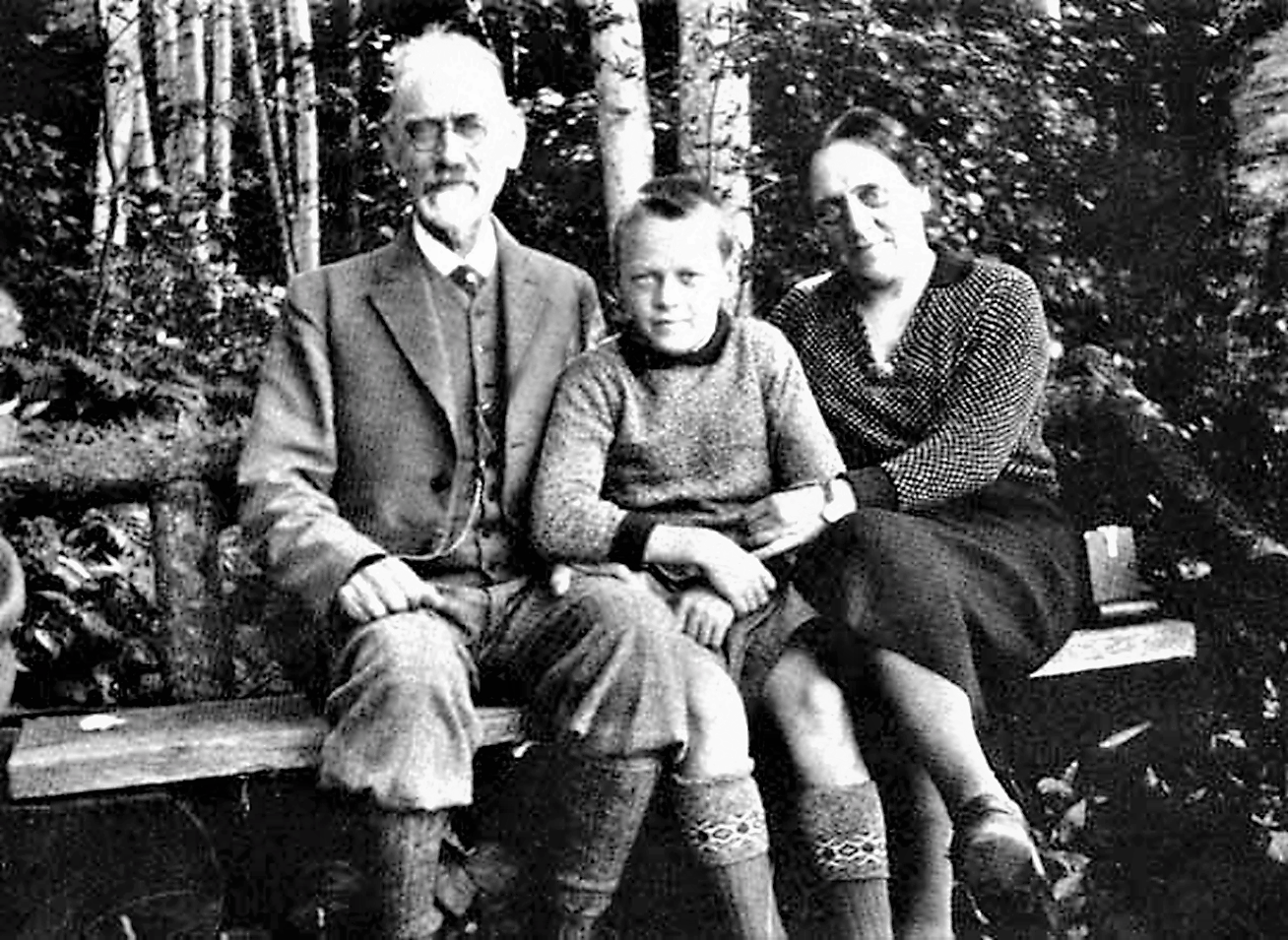
Jacob E. Lange cu fiul Morten și soția Bodil

Jakob a fost unul din 9 copii al soților Morten Thomas Lange (n. 16 mai 1824 – d. 13 iulie 1875), preot parohial din Rylsskov, ulterior capelan rezident în Nyborg, fratele botanistului Johan Lange (amintit în botanica daneză pentru lucrarea sa Den sydfynske Øgaards Vegetation din 1858, și pentru câteva alte cărți  briologice) și Bodil Marie Bredsdorff (n. 24 martie 1832 – d. 25 ianuarie 1871), fiica profesorului asociat J. H. Bredsdorff din Sorø, astfel din familii care au jucat un rol important pentru botanica daneză. S-a căsătorit la 31 octombrie 1917 în Dalum cu Leila Bredsdorff Larsen (n. 3 iulie 1884 – d.  6 august 1943). Singurul urmaș a fost Knud Morten (n. 24 noiembrie 1919 – d. 10 noiembrie 2003), de asemenea micolog precum profesor universitar la Universitatea din Copenhaga și membru al Folketing.

## Biografie

### Botanist și micolog

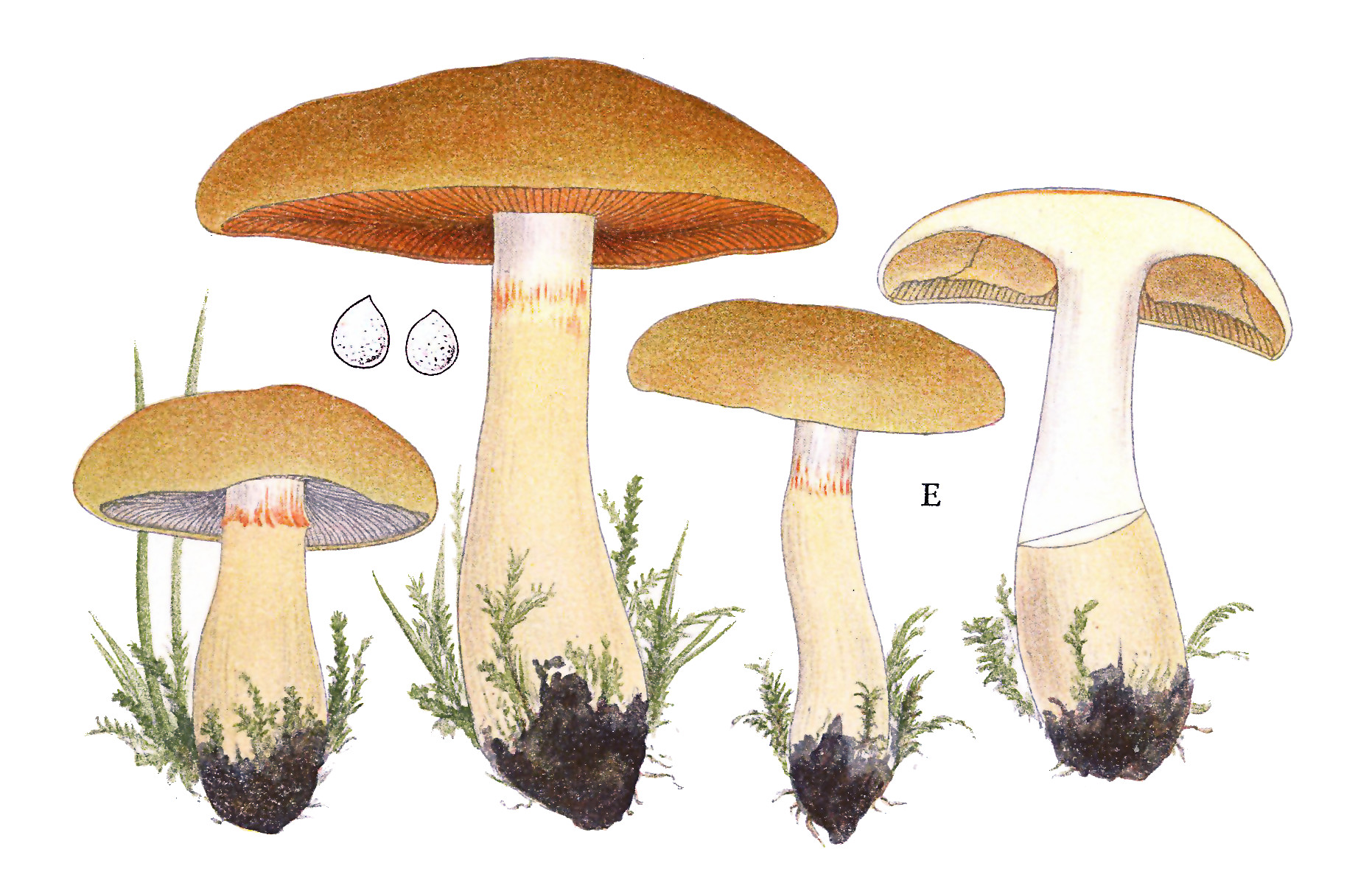
Lange: Cortinarius delibutus

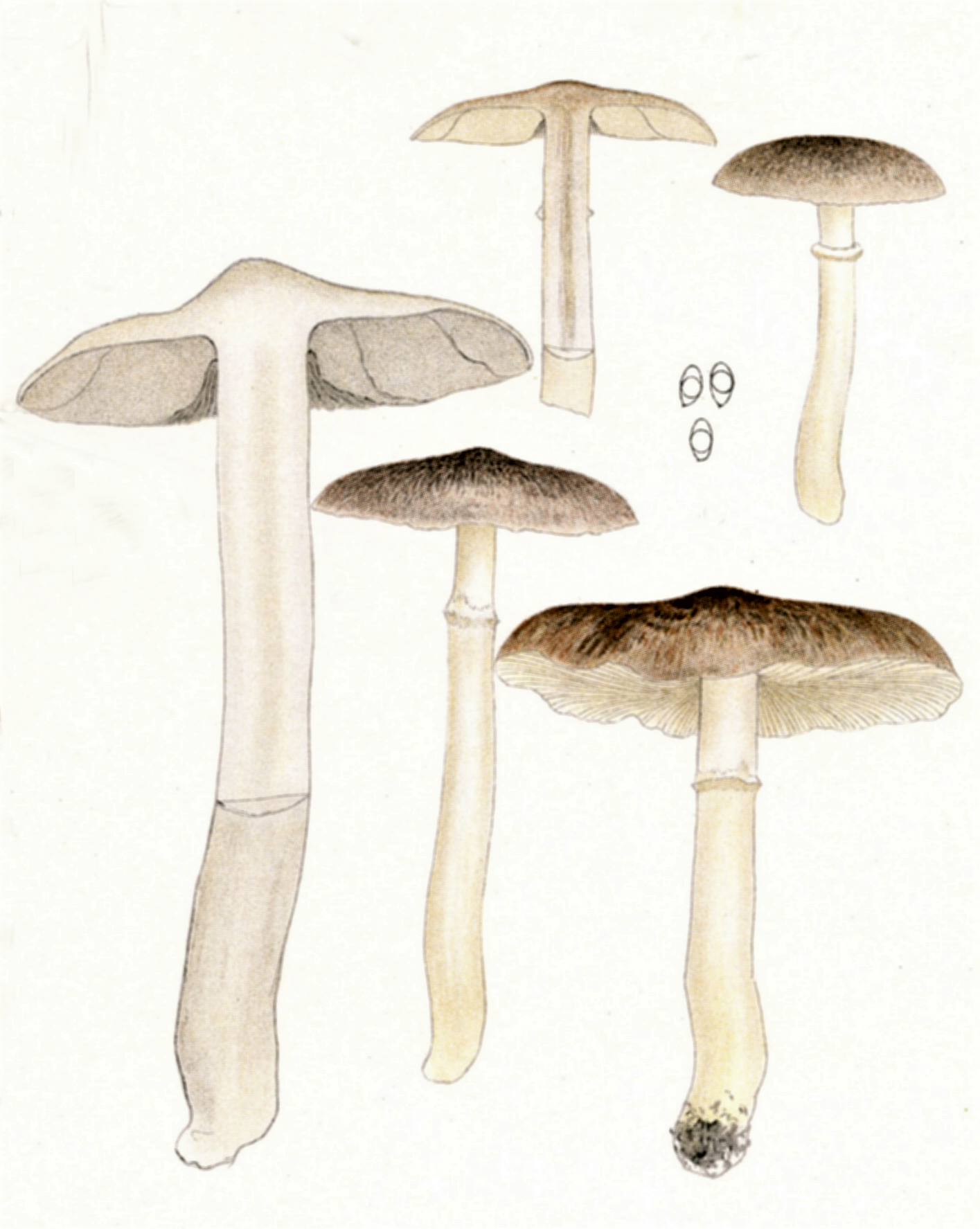
J.E.Lange: Tricholoma cingulatum

Jakob Lange a lucrat deja ca copil de nouă ani voluntar în fiecare după amiază la un grădinar din Nyborg. După moartea tatălui său doi ani mai târziu, a locuit în casa mătușii și unchiului Hanna și Knud Larsen Hjallese, unde a frecventat „Școala Kolds” din Dalum. La vârsta de 14 ani, după conformațiune, a învățat în domeniul grădinăritului din Svendborg, mai târziu în cel din Rosenborg și a devenit în 1884 candidat horticol.
Între anii 1885 și 1887 a fost angajat ca asistent la grădinile botanice Kew Gardens, Londra și Jardin des Plantes, Paris. După transformarea școlii sale Kold în Dalum landbrugsskole („Școala agricolă Dalum” o școală populară superioară), în 1888, a predat botanica, a introdus economia socială ca subiect și a ajutat la introducerea kinetoterapiei conform suedezului Pehr Henrik Ling (1776-1839).
Cu timpul, Lange a dezvoltat un interes aprig în ciuperci. Lucrările sale de cercetare micologică și publicațiile lui s-au concentrat în mare parte asupra sistematicii Agaricales, ciupercilor cu lamele, fiind recunoscut pe plan internațional. Principalele lucrări au fost Studies in the Agarics of Denmark („Studiile în Agaricales din Danemarca”) în 12 serii, publicate în Dansk botanisk Arkiv („Arhiva Botanică Daneză”) între 1914 și 1938 precum și opera deosebită Flora agaricina Danica în cinci volume (1935-1940), în care a descris aproximativ 1200 bureți danezi pe scară largă cu detalii microscopice, cu text în limba engleză și ilustrată cu neenumerate acuarele, realizate din 1893. Unele dintre imaginile de ciuperci din această lucrare au fost reproduse de fiul lui Morten în „Flora ilustrată de ciuperci” din 1961 care a fost tradusă în multe limbi. În calitate de profesor pentru tineret, Lange a acționat ca lector elegant și curajos. Discursul său a fost clar structurat, cu trăsături de imagini proaspete și izbitoare, și în special în sensul cuvântului cu o notație ironică.

### Politician
În timpul șederii sale la Londra, a învățat să cunoască gândurile georgismului, unei filozofii economice denumită după economistul american Henry George (1839-1897), conform căreia proprietatea privată este rezultatul muncii și creativității umane, dar toate resursele naturale - în special terenurile - aparțin întregii omeniri. Această filozofie l-a influențat într-un efort de viață pentru o activitate de informare social-economică. A publicat un număr de articole despre georgism în „Revista de Liceu” din 1888, mai departe, a fost cofondator al „Asociației Henry George” în 1902, fiind președintele ei din 1910-22.  A tradus, de asemenea,  lucrările lui Georges Work's Book din 1898, Progress and Poverty („Progresul și sărăcia”) din 1905 și a scris o biografie despre dânsul în 1937.
A fost fondatorul, apoi directorul școlii Fyns husmandsskole (o scoală pentru femei casnice) din Odense ( 1918-1934), dar s-a angajat și pentru alte școli pentru femei casnice de mici proprietari sau de muncitori, călătorind prin Anglia și Statele Unite și ținând multe referate. 
Lange a fost strâns legat de mișcarea feministă și și-a prezentat gândurile despre libertate și egalitate ca o condiție prealabilă pentru cooperarea la nivel național și internațional și, în special, despre gândurile sale privind eliminarea inegalității prin abrogarea monopolului prin impozitarea valorilor societății. El a fost invitat în 1909 să prezideze un comitet stâng radical pentru a pregăti propuneri pentru un program geopolitic în geografie, adoptat în 1911, și apoi s-a înscris în partid, al cărui director a fost (1916-1933). Politica lui a primit o influență semnificativă asupra problemelor solului, în special a legilor funciare din 4 octombrie 1919, conservarea naturii, comerțul liber și politica militară, inclusiv cerința de abolire a serviciului militar forțat.
Savantul este înmormântat în cimitirul Assistens Kirkegård din Odense.

## Specii descrise de Lange (mică selecție)

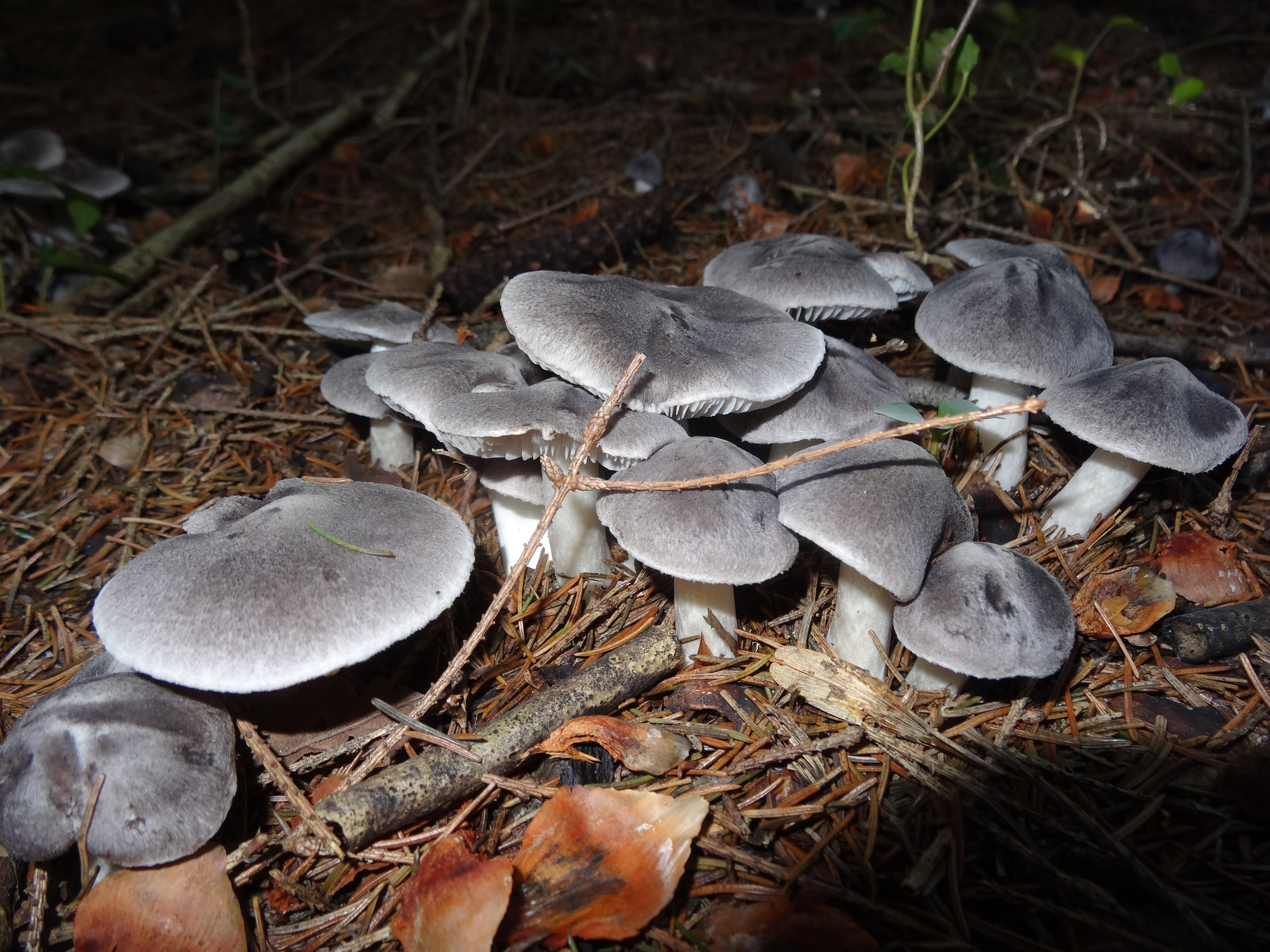

- Conocybe lactea (J.E.Lange) Métrod
- Cortinarius microspermus J.E.Lange (1940)
- Cortinarius olidus J.E.Lange (1940)
- Cortinarius trivialis J.E.Lange (1938/1940)
- Hygrocybe citrina J.E.Lange (1940)
- Hygrocybe citrinovirens (J.E.Lange, 1923) Jul. Schäffer (1947)
- Hygrocybe glutinipes (J.E.Lange, 1940) R.Haller (1956)
- Hygrocybe insipida (J.E.Lange, 1923) M.M.Moser (1967)
- Hypholoma radicosum (J.E.Lange) Konrad & Maublanc
- Inocybe borealis J.E.Lange (1957)
- Lepiota cortinarius J.E.Lange (1915)
- Lepiota fuscovinacea (Pers.) F.H.Møller & J.E.Lange (1940)
- Lepiota hystrix F.H.Møller & J.E.Lange (1940)
- Lepiota pseudofelina J.E.Lange (1940)
- Lepiota subincarnata J.E.Lange (1940)
- Lepiota tomentella J.E.Lange (1923)
- Mycena haematopus J.E.Lange (1914)
- Pluteus cinereofuscus J.E.Lange (1917)
- Omphalia umbellifera f. albida J.E.Lange (1930)
- Pluteus leoninus (Schaeff.: Fr.) P.Kumm. sensu J.E.Lange
- Psathyrella disseminata ((Pers.) J.E.Lange (1938)
- Psilocybe semilanceata (Fr.: J.E.Lange, 1923), P.Kumm. (1871)
- Tricholoma myomyces, azi Tricholoma terreum (Schaeff.) P.Kumm. (1871)
- Tricholoma populinum J.E.Lange (1933)

## Specii de bureți denumite în onoarea lui Lange

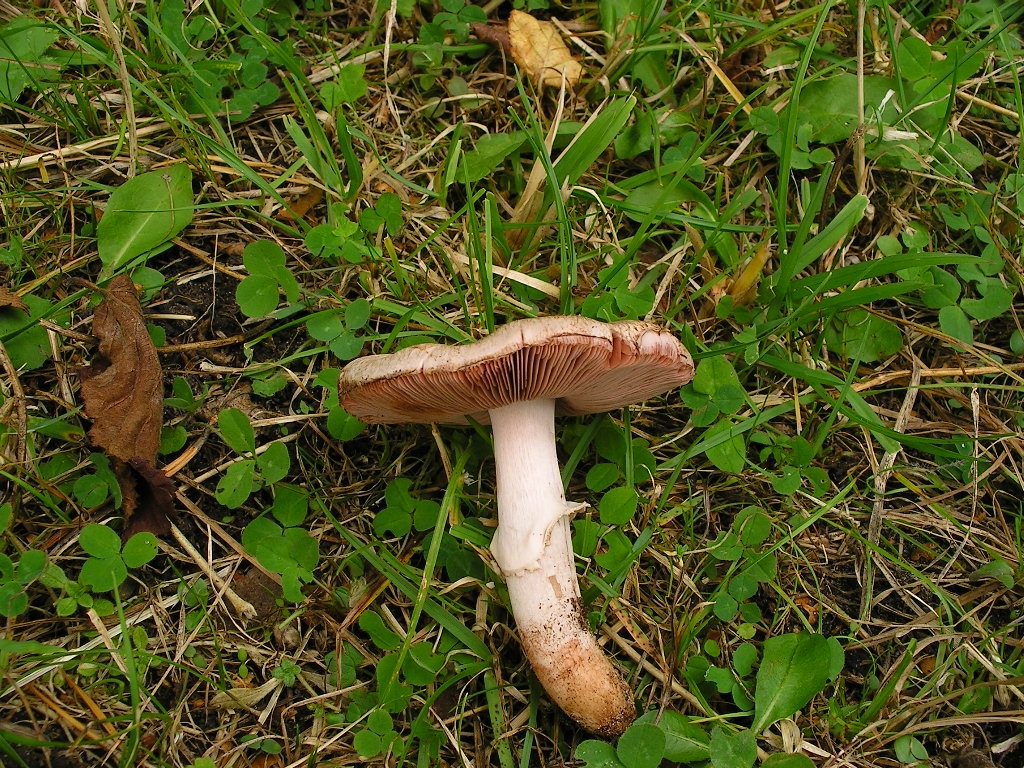
Agaricus langei

22 de specii de ciuperci au fost descrise în onoarea renumitului savant:
| - Clitocybe langei Singer, (Tricholomataceae) - Collybia langei J.Favre 1948 = Tephrocybe langei, (Lyophyllaceae) - Cortinarius langei Rob.Henry 1985 = Cortinarius xantho-ochraceus, (Cortinariaceae ) - Psathyrella langei Malençon 1970 (Psathyrellaceae) - Entoloma langei Noordel. & T.Borgen, 1984 (Entolomataceae) - Hubbsia langei Follmann 1997 = Pentagenella langei (Roccellaceae) - Hygrocybe langei Kühner, 1927 (Hygrophoraceae) - Inocybe langei R.Heim, 1931 (Inocybaceae) - Lambertella langei T.Schumach. & Holøs 1989, (Rutstroemiaceae) - Lepiota langei Locq. , 1945 (Agaricaceae) - Lepiota langei Knudsen 1981 = Echinoderma jacobi, (Agaricaceae) | - Lyophyllum langei Singer 1969 Tephrocybe langei (Lyophyllaceae) - Mycena langei Maire 1928 (Mycenaceae) - Naucoria langei Kühner 1957 = Naucoria salicis, (Strophariaceae) - Peltula langei Büdel & Elix 1997 (Peltulaceae) - Pholiota langei Singer 1945 (Strophariaceae) - Pleurotus langei Pilát 1935 (Pleurotaceae) - Porina langeana Zschacke, 1929 (Porinaceae) - Psalliota langei F.H.Møller 1950 = Agaricus langei (Agaricaceae) - Psathyra langei Singer 1947 (Psathyrellaceae) - Russula langei Bon, 1970 (Russulaceae) - Verrucaria langei Zschacke, 1933 (Verrucariaceae) |

## Publicații (selecție)

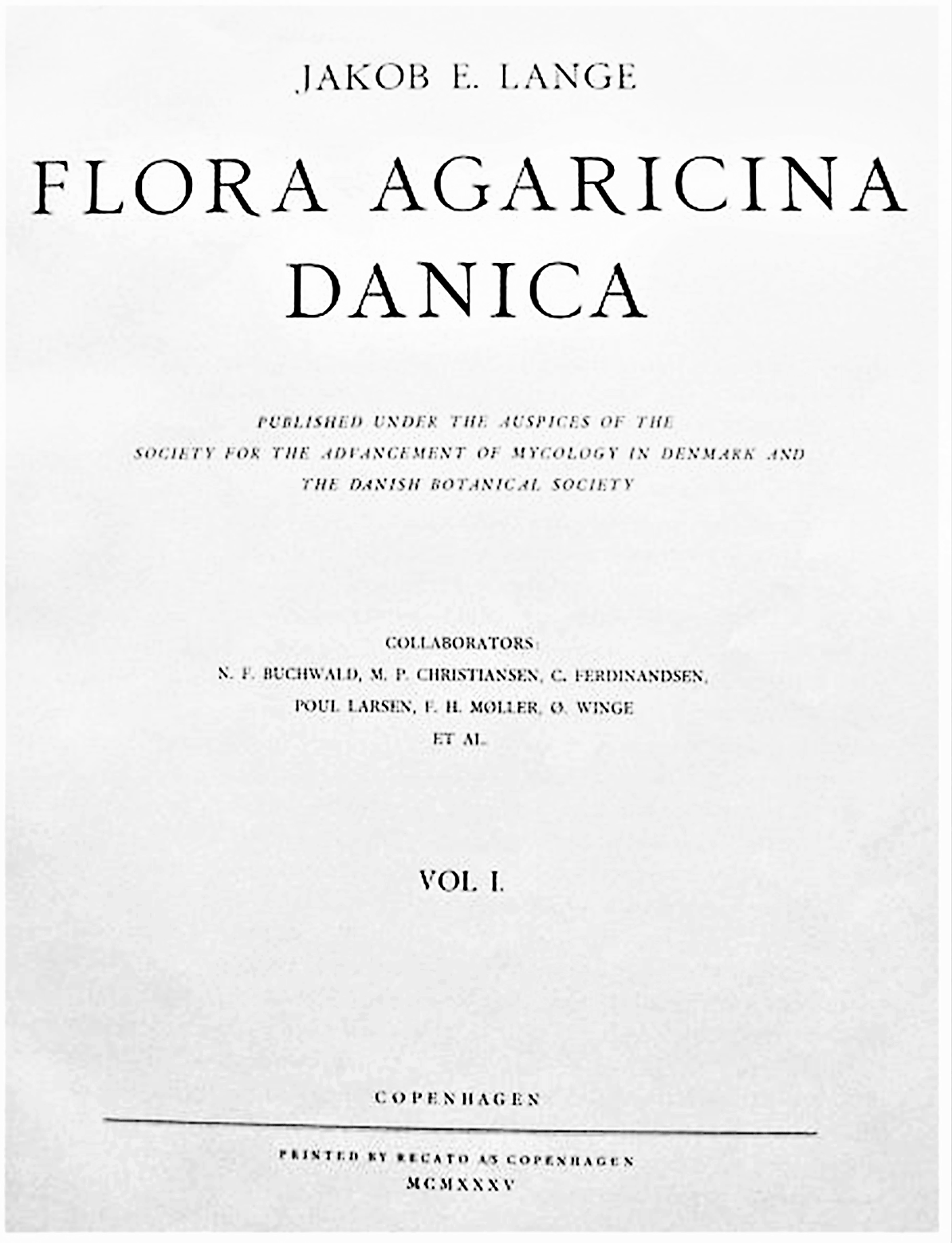
J. E. Lange: Flora agarica danica, I

Jakob Emanuel Lange a publicat în total 134 de lucrări în 454 de publicații în 10 limbi. După moartea sa a fost numit coautor în mai multe cărți micologice, mai ales de fiul lui Morten.
- Studies in the Agarics of Denmark, partea I, Mycena, în: Dansk Botanisk Arkiv, vol. 1, nr. 5, 1914,  p. 1-40
- Studies in the Agarics of Denmark, Part II, Amanita, Lepiota, Coprinus, în: Dansk Botanisk Arkiv, vol. 2, nr. 3, 1915,  p. 1-50
- Studies in the Agarics of Denmark, Part III. Pluteus, Collybia, Inocybe, în: Dansk Botanisk Arkiv, vol. 2, nr. 7, 1917,  p. 1-47
- Studies in the Agarics of Denmark, Part IV, Pholiota, Marasmius, Rhodophyllus, în: Dansk Botanisk Arkiv, vol. 2, nr. 11, 1921,  p. 1-41
- Studies in the Agarics of Denmark, Part V, Hygrophora, Stropharia, Hypholoma, note suplementare pentru pârțile I-III, în: Dansk Botanisk Arkiv, vol. 4, nr. 4, 1923,  p. 1-52
- Studies in the Agarics of Denmark, Part VI, Psalliota, Russula, în: Dansk Botanisk Arkiv, vol. 4, nr. 12, 1915,  p. 1-42
- Studies in the Agarics of Denmark, Part VII, Volvaria, Flammula, Lactarius, în: Dansk Botanisk Arkiv, vol. 5, nr. 5, 1928,  p. 1-49
- Studies in the Agarics of Denmark, Part VIII, Omphalia, Pleurotus, Clitocybe, în: Dansk Botanisk Arkiv, vol. 6, nr. 5, 1930,  p. 1-61
- Studies in the Agarics of Denmark, Part IX, Tricholoma, Lentinus, Panus, Nyctalis, în: Dansk Botanisk Arkiv, vol. 8, nr. 3, 1933,  p. 1-44
- Studies in the Agarics of Denmark, Part X, Cortinarius, în: Dansk Botanisk Arkiv, vol. 8, nr. 7, 1935,  p. 1-52
- Studies in the Agarics of Denmark, Part XI, Psathyra, Panaeolus, Psilocybe, Gomphidius, Phylloporus, Cantharellus, Schizophyllum, în: Dansk Botanisk Arkiv, vol. 9, nr. 1, 1936,  p. 1-52
- Studies in the Agarics of Denmark, Part XII, Hebeloma, Naucoria, Tubaria, Galera, Bolbitius, Pluteolus, Crepidotus, Pseudopaxillus, Paxillus, în: Dansk Botanisk Arkiv, vol. 9, nr. 6, 1938, descrieri suplimentare și note adiționale la părțile I-XI, p. 1-104
- J.E. Lange: Flora Agaracina Danica, 5 volume, Editura Recato AS, Copenhaga 1935-1940 [nefuncțională – arhivă]
- J.E. Lange & M. Lange: Illusteret swampeflora, Editura GEC Gads Forlag, Copenhaga 1962
- J.E. Lange & M. Lange: Über 600 eßbare und giftige Pilze; farbig abgebildet und beschrieben, cu texe și ilustrații ale lui Lange (postum), revizuit pentru condițiile Central-Europene de  Meinhard Michael Moser, Editura BLV-Verlagsgesellschaft,  München-Basel-Viena 1964
- J.E. Lange & M. Lange: BLV Bestimmungsbuch - Pilze, cu multe ilustrații, ed. a 7-ea, Editura BLV-Verlagsgesellschaft,  München-Berna-Viena 1977, ISBN 3-405-11768-2